# Synelmis emiliae
Synelmis emiliae är en ringmaskart som beskrevs av Salazar-Vallejo 2003. Synelmis emiliae ingår i släktet Synelmis och familjen Pilargidae. Inga underarter finns listade i Catalogue of Life.